# Michael Wilson (giocatore di football americano)
Michael George Wilson (Simi Valley, 23 febbraio 2000) è un giocatore di football americano statunitense che milita nel ruolo di wide receiver per gli Arizona Cardinals della National Football League (NFL).

## Carriera

### Arizona Cardinals
Al college Wilson giocò a football a Stanford. Malgrado il non avere giocato una stagione completa nel college football dal 2019 a causa degli infortuni, fu scelto nel corso del terzo giro (94º assoluto) del Draft NFL 2023 dagli Arizona Cardinals. Debuttò come professionista partendo come titolare nella gara del primo turno contro i Washington Commanders, ricevendo 2 passaggi per 19 yard. Nella settimana 4 segnò i primi due touchdown su ricezione contro i San Francisco 49ers. La sua stagione da rookie si chiuse con 38 ricezioni per 565 yard e 3 touchdown in 13 presenze, di cui 12 come titolare.